# 主要地方道
主要地方道（しゅようちほうどう），是根據日本道路法第56條，由國土交通大臣所指定的主要都道府縣道路以及政令指定都市道路。被賦予主要幹線道路的地位，與高速汽車國道和普通國道共同負擔區域交通，並由國家補助道路維護及管理的部分費用。
都道府縣道路原則上需經過兩個以上的市町村才能被指定為主要地方道。

## 指定歷史
至目前為止，已進行過六次的主要地方道指定，包括新指定、變更及廢止。分別於下列日期所指定：
1. 1954年（昭和29年）1月20日
2. 1964年（昭和39年）12月28日
3. 1971年（昭和46年）6月26日
4. 1976年（昭和51年）4月1日
5. 1982年（昭和57年）4月1日
6. 1993年（平成5年）5月11日

第3次以後的主要地方道指定，都約於普通國道指定實施後一年所進行。

## 編號原則
在路線查詢標識和地圖上多以綠色表示。原則上使用1~100編號，但以下地區例外：
- 北海道（因轄區廣，1~200號皆為主要地方道）
- 東京都（301~399為特例主要地方道）
- 福岡縣（除1~100號以外，151號也是主要地方道）
- 沖繩縣（因美國治理琉球時期的編號方式不同，現在主要地方道與一般縣道為混合編號）